# Trofična veriga
Trofična veriga je neko zaporedje vrst, ki so urejena po načinu prehranjevanja. Kot prvi člen prehranjevalne verige so predvsem rastline, naslednji člen sestavljajo heterotrofen organizmi, ali drugače rastlinojedci, plenilci, končni člen prehranjevalne verige pa so reducenti ali razkrojevalci, to so bakterije ali gljive.